# Reinhard Schwabenitzky
Reinhard Schwabenitzky (* 23. April 1947 in Rauris, Salzburg; † 9. Februar 2022) war ein österreichischer Regisseur, Produzent und Drehbuchautor.

## Leben

### Herkunft und Ausbildung
Reinhard Schwabenitzky ist der Sohn von Gerhard Schwabenitzky, der sich als Schauspieler und Regisseur Gerhard Klingenberg nannte. Bereits mit vier Jahren spielte Reinhard Schwabenitzky am St. Pöltner Stadttheater unter der Regie seines Vaters in einigen Theaterstücken erste Rollen. 
Nach drei Jahren an der HTL Mödling und zwei an der HTL Salzburg beendete er 1968 die Schule mit der Matura. und studierte im Anschluss an der Wiener Universität für Musik und darstellende Kunst die Fächer Kamera und Filmregie.

### Karriere
Nachdem Schwabenitzkys Diplomfilm Die Lebensaufgabe im ORF gezeigt worden war, erhielt er erste Angebote als Regisseur, unter anderem für die Satire Schwester Martha verzichtet auf ihr Glück und die Fernsehserie Ein echter Wiener geht nicht unter.
Die zwischen 1975 und 1977 von Ernst Hinterberger entwickelte Serie Ein echter Wiener geht nicht unter, bei der Schwabenitzky bei den ersten 13 Folgen Regie führte, wurde in den 1970er-Jahren zu einem Straßenfeger und erfreut sich unter anderem wegen der von Karl Merkatz gespielten Hauptfigur Edmund „Mundl“ Sackbauer und der vom Wiener Schmäh geprägten Dialoge bis heute großer Beliebtheit.
Es folgten Inszenierungen zahlreicher Filme und Serien. Unter anderem gelang ihm mit den Serien Parole Chicago (1979), Tour de Ruhr (1980) und Büro, Büro (1982–1984) der Durchbruch in Deutschland. Schwabenitzky war inzwischen von Wien nach München übersiedelt und drehte unter anderem die letzten beiden Folgen der Fernsehreihe Tatort mit Helmut Fischer (Die Macht des Schicksals und Gegenspieler), Kinofilme mit Dieter Hallervorden, den Mehrteiler Die fünfte Jahreszeit, eine Folge der Serie Der ganz normale Wahnsinn und mehrere andere Serien und Filme. Nach mehr als 15 Jahren in Deutschland übersiedelte er zurück nach Österreich und drehte den Mehrteiler In Zeiten wie diesen, mehrere Kinofilme und die beiden inzwischen ebenso zu Kultstatus avancierten Serien Kaisermühlen Blues (1992–1993) und Oben ohne (2005–2011).
1993 gründete Schwabenitzky seine Filmfirma „Star*Film“, mit der er zusammen mit seinen Söhnen Markus und Lucas einen Großteil seiner Kino- und Fernsehfilme produzierte.
Schwabenitzkys zweite Ehefrau Elfi Eschke spielte in vielen seiner Filme die Hauptrolle, zum Beispiel in Büro, Büro, Tour de Ruhr, Ilona und Kurti (1991), Verlassen Sie bitte Ihren Mann (1993), Hannah (1997), der Fast-perfekt-Trilogie (1995–1999), die vierteilige Conny-Reihe (2003–2005), Schön, dass es Dich gibt (2005) und Oben ohne (2006–2008). Abgesehen vom Publikumserfolg erhielt Schwabenitzky für seine Arbeiten auch einige wichtige Auszeichnungen wie zum Beispiel die Goldene Kamera, der Ernst-Lubitsch-Preis oder auch „Best foreign feature film“ in Santa Barbara (Kalifornien).

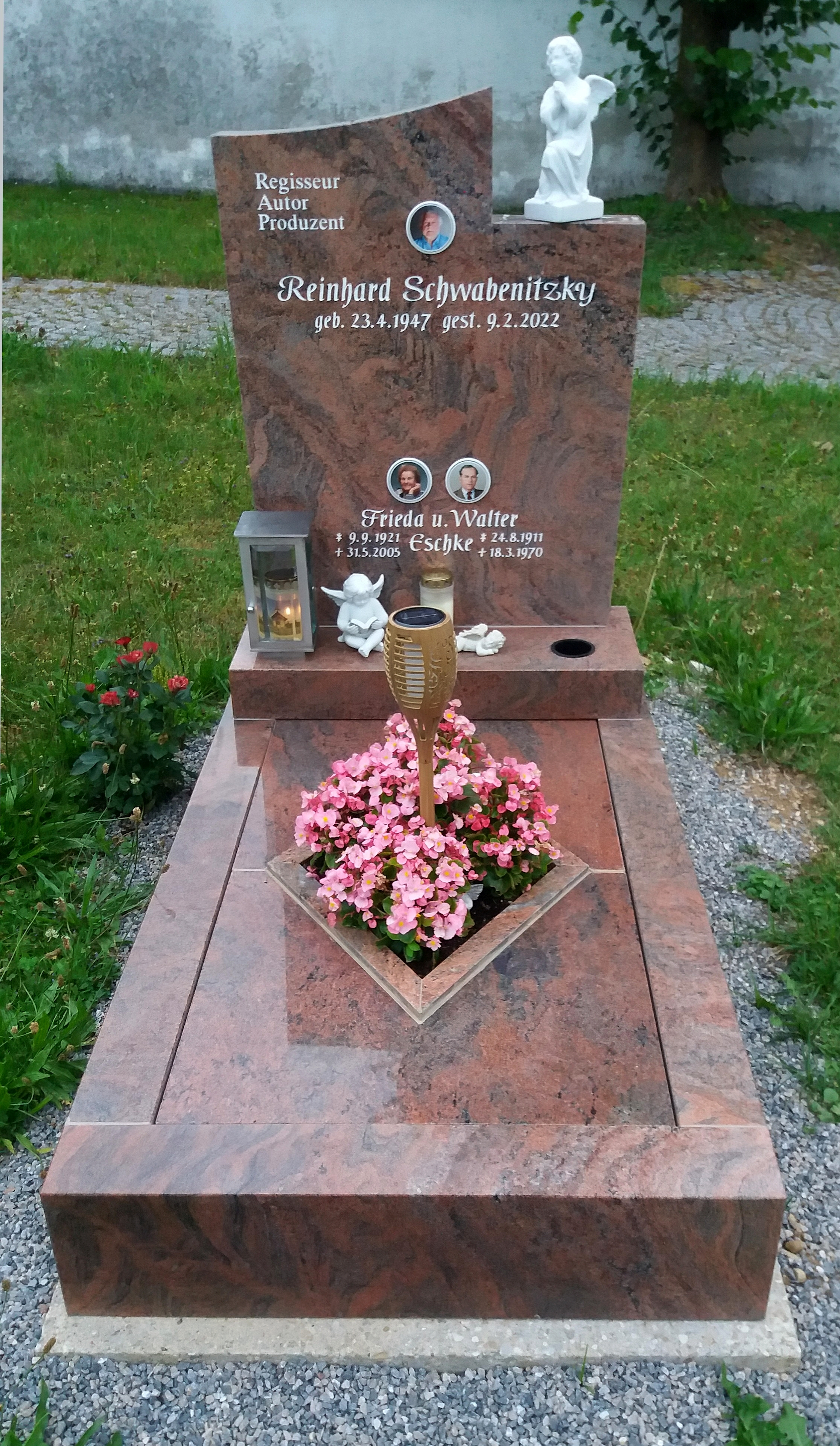
Filialkirche Irrsdorf bei Straßwalchen: Grabstätte von Reinhard Schwabenitzky

Schwabenitzky widmete sich auch weiterhin dem Filmemachen, Schreiben von Drehbüchern, Produzieren sowie der Theaterarbeit (Renaissance-Theater (Berlin), Salzburger Landestheater, div. Festspiele, Theater in der Josefstadt Wien etc.). Zudem übernahm er 2003 das Hotel-Restaurant „Itzlinger Hof“ in Salzburg von seiner Mutter, es wurde im April 2016 verkauft. Ab 2015 entwickelte er gemeinsam mit der Star-Film die Streamingseite www.nurdein.tv für das Streamen vorwiegend deutschsprachiger Filme. Im September 2018 erschien sein einziger Roman Stille Nacht und das Geheimnis der Zauberflöte.

### Privatleben
Reinhard Schwabenitzky war zweimal verheiratet und hatte drei Kinder: aus der ersten Ehe entstammen seine Tochter, die Schauspielerin Martina Schwab, und der zwei Jahre ältere Sohn Markus. 1996 brachte Schwabenitzkys zweite Ehefrau Elfi Eschke den gemeinsamen Sohn Lucas zur Welt. Schwabenitzky lebte mit seiner zweiten Frau und den drei Kindern in Irrsdorf bei Salzburg.

### Tod
Am 9. Februar 2022 starb Reinhard Schwabenitzky im Alter von 74 Jahren nach langer Krankheit. Die Beisetzung fand auf dem Friedhof der Filialkirche Irrsdorf bei Straßwalchen statt.

## Filmografie

### Kinofilme
- 1984: Didi – Der Doppelgänger; mit Dieter Hallervorden, Elfi Eschke; Regie
- 1987: Didi – Der Experte; mit Dieter Hallervorden; Regie
- 1988: Eis am Stiel VIII – Summertime Blues; mit Elfi Eschke, Zachi Noy; Regie/Autor
- 1991: Ilona und Kurti; mit Elfi Eschke, Hanno Pöschl; Regie/Autor/Produzent
- 1993: Verlassen Sie bitte Ihren Mann; mit Elfi Eschke, Helmut Griem; Regie/Co-Autor/Co-Produzent
- 1994: Mundl – ein echter Wiener geht nicht unter – Kinofassung; Regie/Co-Autor/Produzent
- 1995: Ein fast perfekter Seitensprung; mit Elfi Eschke, Andreas Vitásek; Regie/Autor/Produzent
- 1997: Hannah; mit Elfi Eschke, August Zirner; Regie/Co-Autor/Produzent
- 1998: Eine fast perfekte Scheidung; mit Elfi Eschke, Andreas Vitásek; Regie/Autor/Produzent
- 1999: Eine fast perfekte Hochzeit; mit Elfi Eschke, Hildegard Knef; Regie/Autor/Produzent
- 2002: Meine Schwester das Biest; mit Ben Cross, Sandra Pires, Elfi Eschke; Regie/Co-Autor/Produzent
- 2003: 2 Väter einer Tochter; mit Elfi Eschke, Peter Fricke; Regie/Autor/Produzent
- 2009: Furcht und Zittern; mit Elfi Eschke, Andreas Kiendl, Wolfgang Böck; Regie/Co-Autor

### Fernsehfilme
- 1974: Schwester Martha verzichtet auf ihr Glück; mit Hans von Borsody; Regie
- 1974: Entführung einer unmündigen Person; mit Vitus Zeplichal; Regie/Co-Autor
- 1976: Kleinere Taschenkunststücke; mit Karl Merkatz; Regie
- 1976: Verdacht; mit Hannes Siegl; Regie
- 1977: Die goldene Rose von Montreux; mit Christoph Waltz; Regie
- 1977: Der Einstand; mit Christoph Waltz; Regie
- 1979: Feuer!; mit Christoph Waltz; Regie
- 1979: Gute Genesung; mit Dieter Hildebrandt und Werner Schneyder; Regie
- 1988: Und ewig ruft St. Alpi; mit Otto Grünmandl, Elfi Eschke; Regie
- 1994–1998: Ein idealer Kandidat; mit Herbert Fux; Regie
- 2002: Drei Frauen, ein Plan und die ganz große Kohle; mit Elfi Eschke, Marko Rima; Regie
- 2004: Gefühl ist alles; mit Elfi Eschke, Rainhard Fendrich; Regie/Autor/Produzent
- 2004: Frechheit siegt; mit Elfi Eschke, Marco Rima; Regie/Autor/Produzent
- 2005: Conny und die verschwundene Ehefrau; mit Elfi Eschke, Johannes Krisch; Regie/Autor/Produzent
- 2005: Schön, dass es Dich gibt; mit Elfi Eschke, Heio von Stetten; Regie/Co-Autor/Produzent
- 2009: Du heilige Nacht (Special zur Serie Oben ohne); Regie/Autor/Produzent
- 2010: Die türkische Braut (Special zur Serie Oben ohne); Regie/Autor/Produzent

### Fernsehserien
- 1975–1977: Ein echter Wiener geht nicht unter; mit Karl Merkatz; Regie/Co-Autor
- 1979–1980: Parole Chicago; mit Christoph Waltz; Regie
- 1980: Tour de Ruhr; mit Elfi Eschke, Marie-Luise Marjan, Henry van Lyck; Regie
- 1980: Der ganz normale Wahnsinn; mit Towje Kleiner; Regie
- 1980: Wie das Leben so spielt; Regie
- 1981: Engel auf Rädern; mit Rainer Hunold; Regie/Autor
- 1981: Wir, die Zukunft unserer Ahnen; mit Vitus Zeplichal, Christoph Waltz; Regie
- 1981: Ein Fall für zwei: Fuchsjagd; mit Günter Strack, Claus Theo Gärtner; Regie
- 1982–1983: Die 5. Jahreszeit; mit Elfi Eschke, Horst Kummeth; Regie
- 1982–1984: Büro, Büro (39 Folgen); mit Joachim Wichmann, Elfi Eschke; Regie/Co-Autor
- 1983: Vater und Sohn; mit Wolfgang Reichmann, Benno Hoffmann; Regie/Autor
- 1984: Stichwort; mit Werner Schneyder; Regie
- 1984: Reschkes großer Dreh; mit Elfi Eschke, Sebastian Koch; Regie/Co-Autor
- 1985: Schlossherren; mit Willy Harlander, Wolfgang Fierek; Regie/Co-Autor
- 1987: Tatort: Die Macht des Schicksals; mit Helmut Fischer, Sebastian Koch, Elfi Eschke; Regie
- 1987: Tatort: Gegenspieler; mit Helmut Fischer, Karl Michael Vogler, Elfi Eschke; Regie
- 1990: In Zeiten wie diesen; mit Ludwig Hirsch, Elfi Eschke; Regie/Co-Autor
- 1992–1993: Kaisermühlen Blues; mit Marianne Mendt, Elfi Eschke; Regie/Co-Autor
- 2006–2011: Oben ohne; Regie/Autor/Produzent
- 2010: Eine Couch für alle; mit Alexander Jagsch, Elfi Eschke; Regie/Co-Autor/Produzent

## Publikationen
- 2018: Stille Nacht und das Geheimnis der Zauberflöte, Tyrolia-Verlag, Innsbruck/Wien 2018, ISBN 978-3-7022-3707-3

## Auszeichnungen
- Hannah: Best foreign picture, int. Film Festival Santa Barbara USA
- Eine fast perfekte Scheidung: Österreichischer Filmpreis, Romy
- Verlassen Sie bitte Ihren Mann: Best entertaining movie, int. Film Festival Harare
- Ilona & Kurti: Ernst-Lubitsch-Preis (1992), Österreichischer Filmpreis
- Der Einstand: Goldene Truhe
- Ein echter Wiener geht nicht unter: Goldene Kamera